# Ellenbeckia monospila
Ellenbeckia là một chi bướm đêm thuộc họ Sphingidae, có một loài Ellenbeckia monospila, sinh sống ở các vùng khô cằn ở Kenya và Somalia.
Chiều dài cánh trước khoảng 19mm đối với con đực và 21 mm đối với con cái. Thân và cánh màu xám.